# 金色乳突天竺鯛
金色乳突天竺鯛（學名：Fowleria aurita），為輻鰭魚綱鈎頭魚目天竺鯛科乳突天竺鯛屬下的一個種，分布於印度太平洋區，從紅海南至南非的納塔爾，向東至美屬薩摩亞與曼加雷瓦群島, 北至琉球群島, 南至澳洲北部與豪勳爵島海域，深度1至37公尺，體延長，呈長橢圓形，體側扁，頭大、眼大、口大且斜裂，頷齒細小，鋤骨和腭骨通常具齒，舌上無齒，前鰓蓋骨邊緣具鋸齒，鰓蓋骨後緣棘不發達，體被弱櫛鱗，鰓蓋上有一大黑色圓斑，體色深棕色，背鰭2個，尾鰭截形，背鰭硬棘8枚、背鰭軟條9枚、臀鰭硬棘2枚、臀鰭軟條8枚，體長可達9公分，棲息在沿海礁石區、潮間帶，夜間活動，肉食性，以浮游生物為食，繁殖期時，雄魚具有口孵習性，卵約7日化成仔魚，由雄魚吐出，具短暫的仔魚飄浮期，生活習性不明。